# AOK Berlin-Brandenburg
Die AOK Berlin-Brandenburg, kurz AOK BB, war als Allgemeine Ortskrankenkasse eine Kranken- und Pflegekasse für die Länder Berlin und Brandenburg. Sie entstand am 1. Januar 2010 aus der Fusion der AOK Berlin und der AOK Brandenburg. Sie fusionierte zum 1. Januar 2011 mit der AOK Mecklenburg-Vorpommern zur AOK Nordost.

## Beschreibung
Die Zentrale der AOK BB hatte ihren Sitz in Potsdam. Insgesamt gab es in Berlin und Brandenburg über 72 Beratungsstandorte. Rund 1,3 Millionen Menschen waren bei der AOK BB versichert.